# My Hero: One's Justice
My Hero: One's Justice è un picchiaduro a incontri pubblicato da Bandai Namco Entertainment ispirato all'anime My Hero Academia, e ambientato durante la seconda parte della seconda stagione e la prima parte della terza stagione. Il gioco è uscito il 23 ottobre 2018 in tutto il mondo. Nel corso del 2018 il gioco ha ottenuto 1 DLC gratis e 2 DLC a pagamento.

## Trama
La trama ripercorre la seconda parte della seconda stagione e la prima della terza stagione. La trama inizia con l'allenamento di Izuku Midoriya con Gran Torino, dopodiché il ragazzo andrà in aiuto del suo amico Tenya Iida ad affrontare Stain L'Ammazza Eroi, e ad essi si affiancherà Shoto Todoroki con il quale sconfiggeranno Stain. Dopo questi fatti All Might e Aizawa, i professori della 1-A, cominceranno un allenamento speciale per tutti gli studenti della classe. Inizieranno poi le vacanze estive dove la classe sarà attaccata dai Villain durante un campeggio di classe, i ragazzi dovranno aiutarsi a sconfiggere tutti i Villain ma, i nemici riusciranno comunque nel loro vero obiettivo, rapire Katsuki Bakugo e quindi gli studenti andranno alla sua ricerca. Arrivati alla base dei Villain si paleserà il Capo dell'organizzazione dei Villain All For One, che comincerà una feroce battaglia con Allmight che finirà con la vittoria di quest'ultimo.
Esiste anche la storia dei Villain sbloccabile dopo la fine della storia principale che ripercorre tutti gli scontri dal punto di vista dei Villain.

## Personaggi
Il gioco comprende un roster di 19 personaggi iniziali, più uno sbloccabile dopo aver completato la storia, e tre ottenibili con dei DLC.
- Kyoka Jiro
- Fumikage Tokoyami
- Eijiro Kirishima
- Momo Yaoyorozu
- Shoto Todoroki
- Tsuyu Asui
- Denki Kaminari
- Ten’ya Iida
- Izuku Midoriya
- All Might
- Katsuki Bakugo
- Ochaco Uraraka
- Gran Torino
- Tomura Shigaraki
- Stain
- Shota Aizawa
- Dabi
- Himiko Toga
- Muscular
- All for one (sbloccabile completando la storia)
- Deku Shoot Style (DLC gratuito)
- Inasa Yoarashi (DLC)
- Endeavor (DLC)

Inoltre appaiono 2 Nomu come nemici durante la storia ma non sono giocabili.